# 常総鉄道キハ13形気動車
常総鉄道キハ13形気動車（じょうそうてつどう キハ13がたきどうしゃ）は、常総鉄道（関東鉄道の前身で、現在の常総線を運営した）が1930年（昭和5年）に導入した気動車。

## 概要・運用

### 常総鉄道時代
この車両は、常総鉄道が1930年（昭和5年）に日本車輌に2両を発注し、製造したもので、同年6月24日にキハ13・14の2両が竣工した。2両の代価は2万6000円だった。常総鉄道には、1927年（昭和2年）に製造された初の内燃動車、キハ11形（定員40人）があったが、この車両はそれよりも定員が20人多い60人となっている。

### 譲渡後

#### キハ13
1934年（昭和9年）3月に東野鉄道に譲渡され、同社のキハ30となった。その後は1948年（昭和23年）に客車化されハ30となり、1968年（昭和43年）12月16日の路線廃止とともに廃車となった。

### キハ14
1940年（昭和15年）9月に北丹鉄道に譲渡され、同社のキハ101となったが、戦時中の代用燃料（薪ガス）使用によりエンジンが劣化し、客車代用として使用された後、1949年（昭和24年）にはエンジンを外して正式に客車化され、1952年（昭和27年）頃にハ101に改番した。1959年（昭和34年）9月29日に廃車となった。

## 車両年表

### キハ13
- 1930年（昭和5年）
  - 6月13日 - 新しいガソリン動車の設計が認可。「瓦斯輪自動客車設計ノ件 認可 鐵道大臣」[3]
  - 6月24日 - 竣工。竣工届提出。[1]
- 1934年（昭和9年）
  - 3月 - 東野鉄道に譲渡。同社のキハ30となる。[2]
- 1948年（昭和23年）- 客車化。ハ30に改番。
- 1968年（昭和43年）
  - 12月16日 - 東野鉄道線廃線にともない廃車。

### キハ14
- 1930年（昭和5年）
  - 6月13日 - 新しいガソリン動車の設計が認可。「瓦斯輪自動客車設計ノ件 認可 鐵道大臣」[3]
  - 6月24日 - 竣工。竣工届提出。[1]
- 1940年（昭和15年）
  - 9月 - 北丹鉄道に譲渡。同社のキハ101となる。[2]
- 戦時中 - 事実上客車として使用。
- 1949年（昭和24年）- 正式に客車化。
- 1952年（昭和27年）頃 - ハ101に改番。
- 1959年（昭和34年）
  - 9月29日 - 廃車。